# Heuchera mexicana
Heuchera mexicana är en stenbräckeväxtart som beskrevs av Schaffn. och Per Axel Rydberg. Heuchera mexicana ingår i släktet alunrötter, och familjen stenbräckeväxter. Inga underarter finns listade i Catalogue of Life.